# Grée
Pour l’article homonyme, voir Alain Grée.
Le ruisseau de Grée ou Pouillé ou canal du marais de Grée est un cours d'eau du département de la Loire-Atlantique en région pays de la Loire et un affluent droit de la Loire.

## Géographie
De 28,1 km de longueur, il alimente et traverse le marais de Grée. Il prend sa source sur la commune de Belligné, au lieu-dit la Maison Neuve, à 71 m d'altitude. Il s'appelle aussi dans cette partie haute le ruisseau de Libaudière. Depuis la confluence avec les ruisseaux de Morleyère et du Gué des Forges, il prend pour nom le ruisseau de la Motte, jusqu'à la limite de la commune de Pouillé-les-Côteaux ou il s'appelle ruisseau de Pouillé. Il est parfois appelé ruisseau de Pied-Bercy depuis la sortie de Pouillé jusqu'à la confluence avec le ruisseau de la Saugère.
Il conflue en rive droite dans la Loire à l'est d'Ancenis, au nord de la Loire, à 11 m d'altitude, juste au nord de l'île Delage.

### Communes traversées
Dans le seul département de la Loire-Atlantique, le Grée traverse les huit communes suivantes de Saint-Herblon, Ancenis, Pouillé-les-Côteaux, La Rouxière, Mésanger, La Roche-Blanche, Belligné, Maumusson.